# Georgenborn

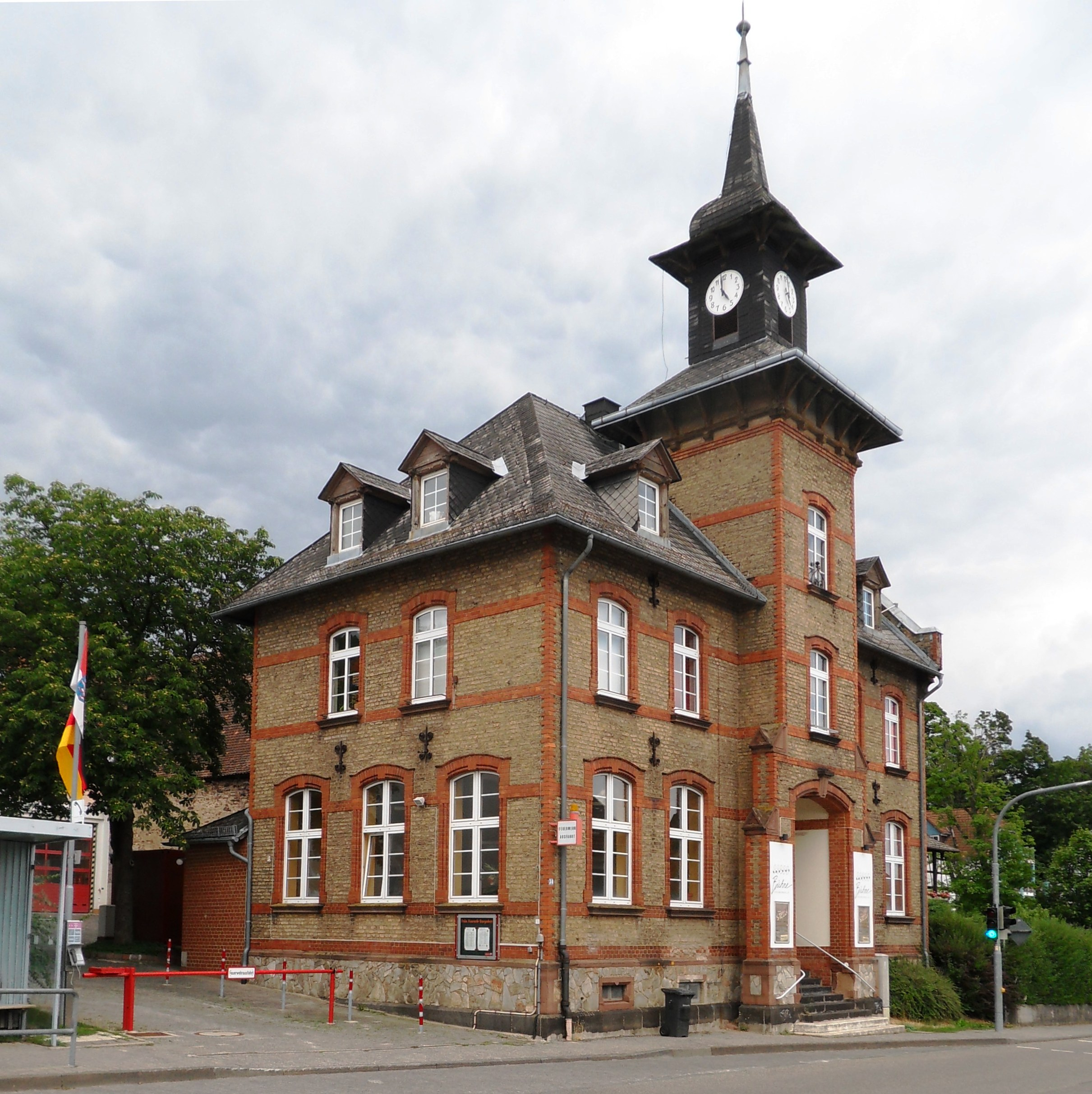
Ehemalige Schule an der Ortsdurchfahrt, gestiftet von Baron Ferdinand von Krauskopf

 Georgenborn  ist ein Ortsteil der Gemeinde Schlangenbad im Rheingau-Taunus-Kreis in Hessen mit rund 2000 Einwohnern. Für den Ortsteil besteht ein Ortsbezirk mit Ortsbeirat.

## Geographie
Georgenborn liegt östlich des Hauptortes Schlangenbad im Hohen Taunus auf einer Höhe von 380 Metern am Südabhang des Rotekreuzkopfes (510 Meter) und der Hohen Wurzel (618 Meter) mit einem weiten Blick nach Süden in die Oberrheinische Tiefebene. Von Osten aus Richtung Wiesbaden-Chausseehaus kommend, führt die L 3038 nach Westen durch Georgenborn und über eine kreuzungsfreie Anschlussstelle an die Bundesstraße 260 hinunter nach Schlangenbad im Walluftal. Südöstlich des Ortes liegt das Naturschutzgebiet Rechtebachtal bei Georgenborn, östlich entspringt der Weilburger Bach, der als Mosbach am Schloss Biebrich in den Oberrhein mündet.

## Geschichte

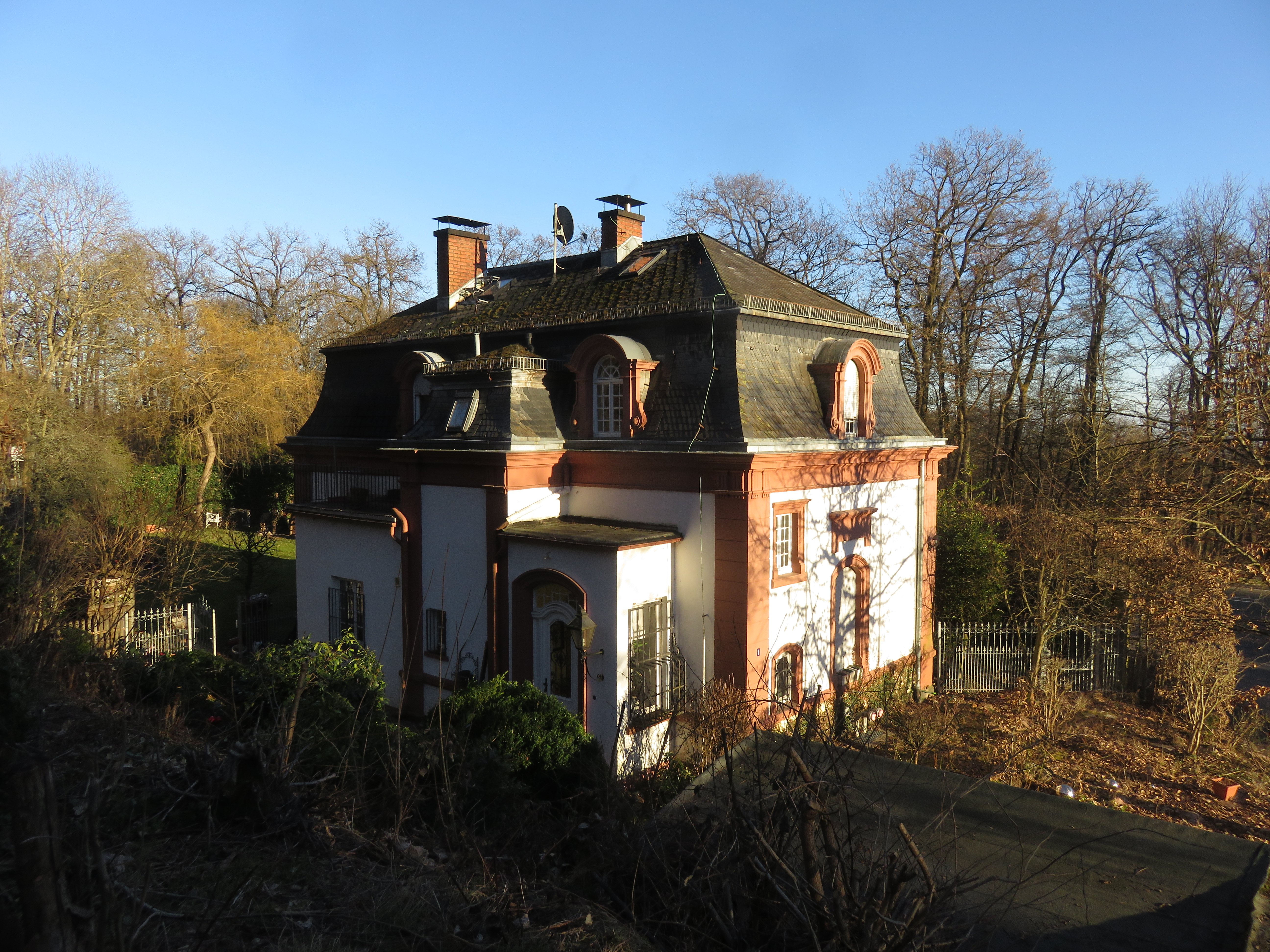
Denkmalgeschütztes Pfortenhaus von Schloss Hohenbuchau

Georgenborn entstand an einer Waldquelle, an der der Landesherr Fürst Georg August Samuel von Nassau-Idstein bei Jagdausflügen zu rasten pflegte. Er beschloss mit Edikt vom 8. Oktober 1694 – während des Pfälzischen Erbfolgekrieges – an dieser Stelle zwölf Flüchtlingsfamilien aus der Kurpfalz anzusiedeln, und bestimmte, dass der neu gegründete Ort nach ihm und der Quelle „Georgenborn“ genannt werden sollte. Die Siedler rodeten Wald und legten Felder und Wiesen an. Dreißig Jahre lang gab es kriegerische Auseinandersetzungen um Georgenborn wegen Streit mit den Bauern aus dem benachbarten kurmainzischen Frauenstein um Weide- und Rodegerechtigkeiten. Diese Zwistigkeiten hätten beinahe zur Zerstörung des Ortes geführt. Obwohl Graf Friedrich Ludwig von Nassau-Ottweiler als Nachfolger des Fürsten zunächst die Aufgabe der Siedlung erwog, konnte die Existenz von Georgenborn schließlich 1727 durch einen Vergleich mit Kurmainz gesichert werden.
Zur Zeit des Herzogtums Nassau gehörte Georgenborn zum Amt Wiesbaden. Nach der Annexion des Herzogtums durch Preußen wurde der Ort 1867 dem Mainkreis und 1886 dem Landkreis Wiesbaden im Regierungsbezirk Wiesbaden zugeordnet.
Mitte des 19. Jahrhunderts begannen wohlhabende Bürger aus Wiesbaden und Umgebung, in Georgenborn Villen und Landhäuser zu bauen. Die Bevölkerungszahl blieb in dieser Zeit bei ein- bis zweihundert Einwohnern. Schließlich ließ auf Georgenborner Flur der russische Industrielle Baron Ferdinand von Krauskopf in den Jahren 1895 und 1896 mit viel Aufwand Schloss Hohenbuchau errichten und dazu einen weitläufigen Schlosspark anlegen. In der Blütezeit des Schlosses war ein Großteil der Georgenborner Bevölkerung für den Baron tätig. Als dieser durch den Ersten Weltkrieg sein Vermögen verlor, musste er das Schloss verkaufen. Nach wechselvollem Schicksal verfiel dieses immer mehr und der Park verwilderte.
Mit der Auflösung des Landkreises Wiesbaden 1928 erfolgte die Eingliederung von Georgenborn in die Stadt Wiesbaden, die jedoch nur von kurzer Dauer war. 1939 wurde der Ort wieder ausgegliedert und nach Schlangenbad im Untertaunuskreis umgegliedert.
1961 wurde Schloss Hohenbuchau abgerissen und im Park entstand ein neues Wohnviertel.
In der Liste der Kulturdenkmäler in Georgenborn sind Teehaus, Pfortenhaus, Gästehaus, Tempel, eine Treppenanlage sowie Teile des Parks von Schloss Hohenbuchau verzeichnet. Außerdem zählen das ehemalige Feuerwehrhaus, das ehemalige Hotel Hohenwald und die ehemalige Schule zu den nach dem Hessischen Denkmalschutzgesetz geschützten Bauwerken.

## Wappen
| | Blasonierung: „Im Wellenschnitt schräglinks geteilt von Gold (Gelb) und Blau; vorn ein silberner (weißer) Brunnen mit blauer Fontäne, hinten mit acht goldenen (gelben) Schindeln umgeben, ein rotbewehrter und bezungter goldener (gelber) Löwe.“ |
| Wappenbegründung: Das am 6. November 2013 vom Gemeinderat Schlangenbad genehmigte Wappen erinnert mit dem Löwen an die frühere Zugehörigkeit zur Provinz Nassau. Der Brunnen steht redend für den Namensteil „-born“. | |